# Neuringlijn

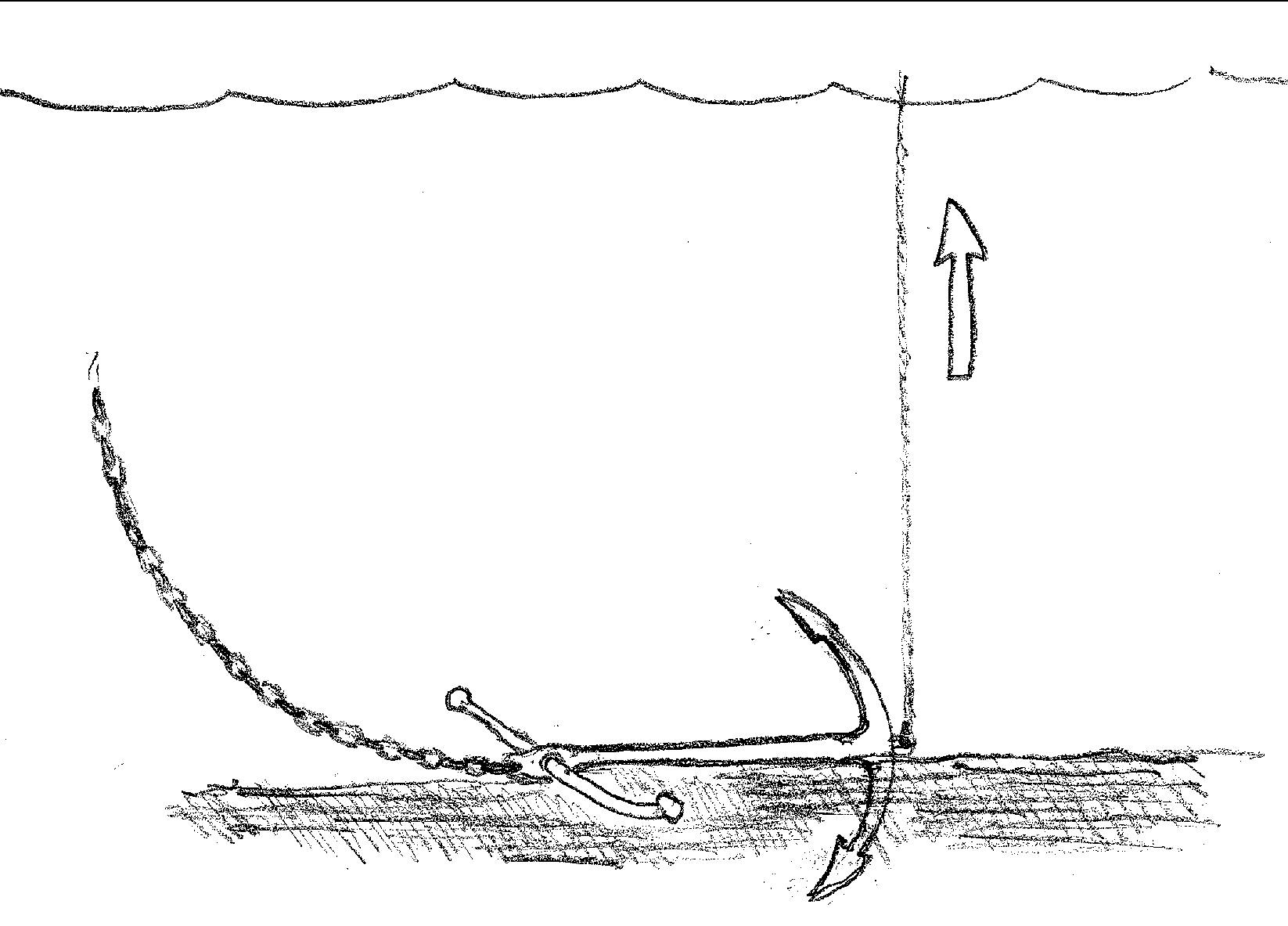
Neuringlijn

Een neuringlijn is een touw dat is verbonden aan een anker om het lichten ervan te vergemakkelijken. Aangezien bij het laten zakken van het anker het touw met het anker in het water verdwijnt, moet de bediener van het anker opletten dat de lijn vrij is.